# أكاديمية بوباتون للسحر

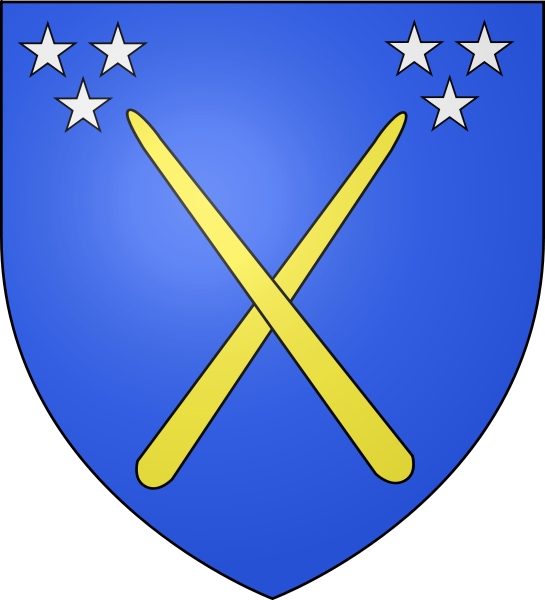

أكاديمية بوباتون للسحر أحد الأماكن السحرية التي ذُكرت في سلسلة هاري بوتر للكاتبة البريطانية جيه كيه رولينغ.

## نبذة عن المدرسة
أكاديمية بوباتون للسحر هي مدرسة فرنسية تهتم بتعليم السحر كما هوغوورتس لطلابها وطالباتها، يحتل مبنى المدرسة قصر بوباتون . شبيهه في نظامها لهوغوورتس وإن كانت تختلف معها في بعض النقاط كموعد عقد الامتحانات، فهي تمتحن طلابها بعد ست سنوات من الدراسة للمستويات العليا من السحر .
مديرة المدرسة هي أوليمب ماكسيم النصف عملاقة .
أما أزياء طلاب المدرسة فهي عبارة عن عباءات حريرة رقيقة زرقاء اللون .
شاركت المدرسة في مسابقة السحرة الثلاثية ، ومثلت المدرسة فلورا ديلاكور ، فلورا الفرنسية وجابيريل شقيقتها هما أحد أشهر طلاب المدرسة والمؤكد انتماءهما لها إلى الآن .